# Rhipsalis paradoxa
Rhipsalis paradoxa là một loài thực vật có hoa trong họ Cactaceae. Loài này được (Salm-Dyck ex Pfeiff.) Salm-Dyck miêu tả khoa học đầu tiên năm 1845.

## Hình ảnh

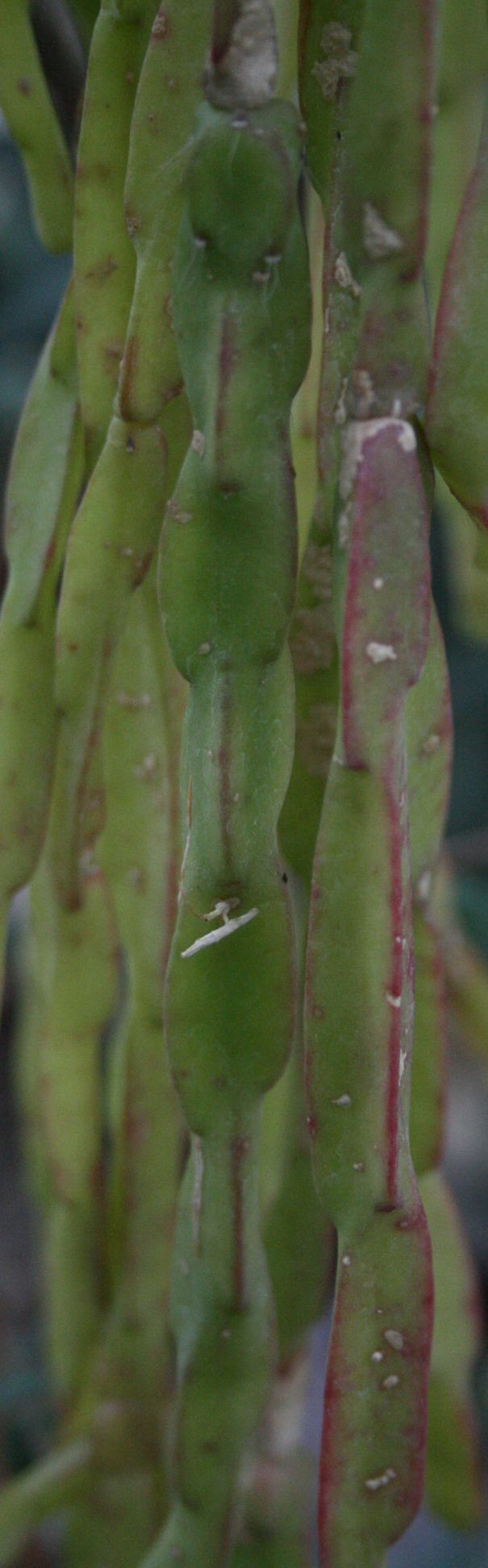
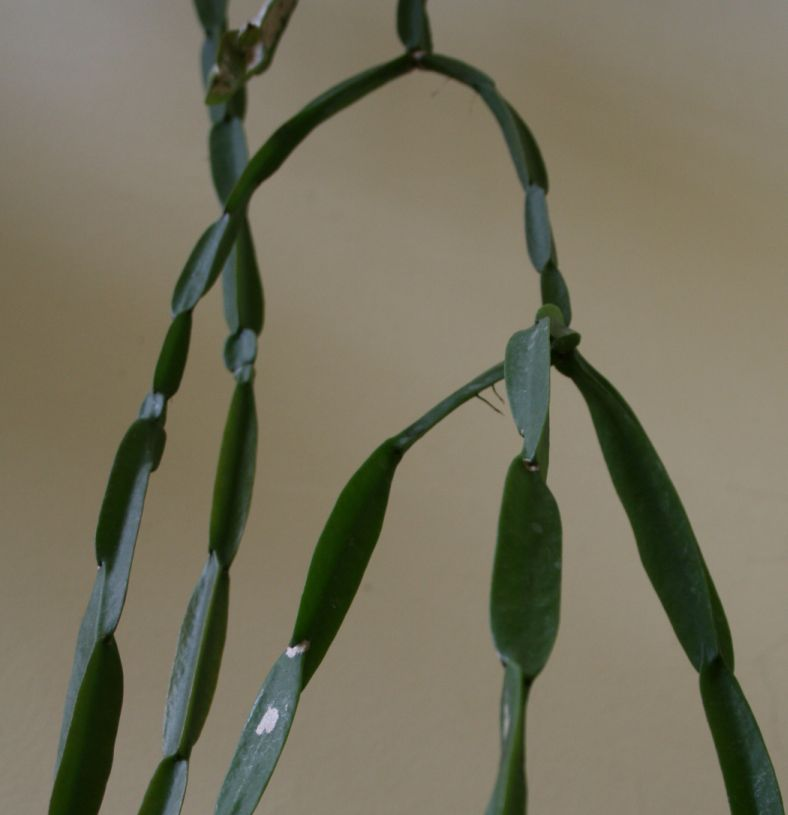